# Ponte San Roque González de Santa Cruz
Il ponte San Roque González de Santa Cruz (in spagnolo: Puente San Roque González de Santa Cruz) è un ponte strallato internazionale che attraversa il fiume Paraná lungo la frontiera tra l'Argentina ed il Paraguay. Unisce la città argentina di Posadas, capoluogo della provincia di Misiones, con quella paraguaiana di Encarnación, capoluogo del dipartimento di Itapúa.
È un ponte sia stradale che ferroviario ed è uno dei valichi più importanti della frontiera argentino-paraguaiana.

## Storia
Nel 1973 il governo argentino presentò il progetto per la costruzione della diga di Yacyretá. Come compensazione per i terreni che sarebbero stati inondati dal bacino il dittatore paraguaiano Alfredo Stroessner chiese al suo omologo argentino Juan Domingo Perón la costruzione di un ponte tra le città di Posadas e Encarnación. I lavori, iniziati nel 1981 furono realizzati da un consorzio di imprese argentine ed italiane. Il 2 aprile 1990, alla presenza dei presidenti di Argentina e Paraguay Menem e Rodríguez Pedotti, il ponte fu ufficialmente inaugurato.
Fu intitolato al santo gesuita paraguaiano che nel XVI secolo fondò Posadas e Encarnación.
Il 31 dicembre 2014 fu attivata la linea ferroviaria internazionale Posadas-Encarnación il cui percorso si sviluppa in gran parte lungo il ponte.